# 虚构新闻

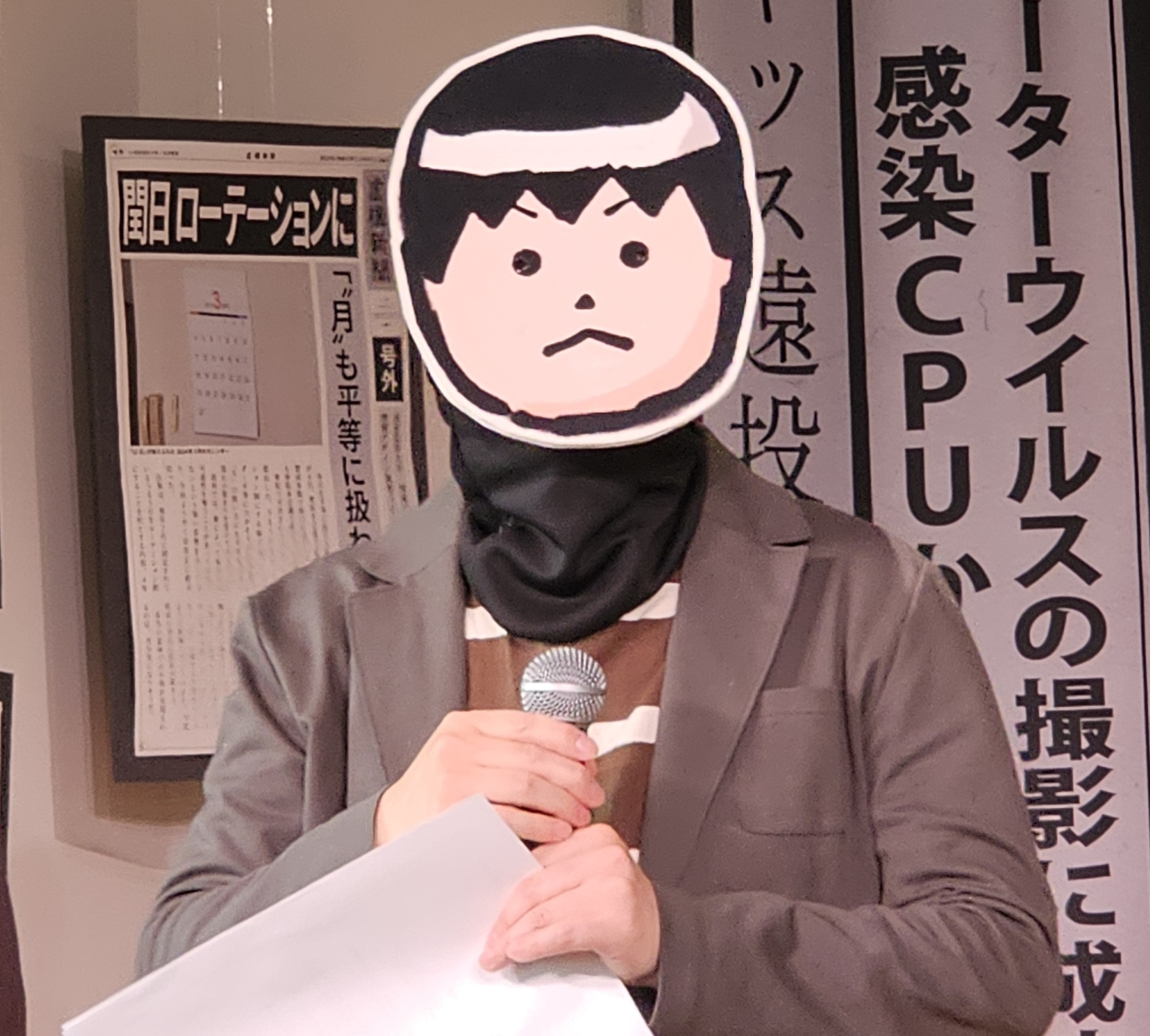
虚构新闻網主UK（2024年3月）

虚构新闻（日语：／）是一個由日本补习班讲师UK个人运营的文字网站，以新闻形式刊登“看似可能实际存在，但其实不存在”的幽默内容。

## 简介
2004年3月，家住滋贺县的补习班讲师UK在自己开设的个人网站“楠木坂咖啡屋”上发布“愚人节限定虚假新闻”，此即“虚构新闻”起源。“本来想着只写1篇，结果一共写了3～4篇”（社主UK发言，下同）。此后，不止愚人节，UK每月都会发布1～2篇新虚构文章，累积到20篇左右后想到设立子页面，便创建“虚构新闻”子页面。直至2008年开始使用独立域名前，“虚构新闻”一直是上述网站子页面。
网站自开设以来，一直由UK一个人运营。网站曾设定一位名为“镜子”的秘书，不过这其实是UK根据该词可写作“虚构”的罗马字“KYOKO”而想出的段子。偶尔有人希望投稿，表示“想要投稿”“请用这个素材”，也有读者自行发去素材，UK则因“想要全部过程在自己网站内完结”而全数拒绝。2016年美国总统选举期间，UK曾以民主党候选人希拉里·克林顿胜出为前提撰写虚构文章，结果共和党候选人唐纳德·特朗普获胜，相关文章最后未能发表。
虚构新闻的名称和网站设计最初参考京都新闻网站，该报发行范围包括UK所住的滋贺县（“京都”新闻的“KYOTO”与“虚构”新闻的“KYOKO”仅差一个字母）。之后又参考朝日新闻、产经新闻、读卖新闻等新闻网站逐渐改动，成为现在的样式。
虚构新闻全站内容建立在UK个人的素材上，主要反映关注度高的著名事件，文章中有很多虚构之处，但并非100%不实：例如“虚构新闻由名为虚构新闻社的株式会社组织运营”完全为虚构（虚构新闻社是由个人运营的网站），“1880年4月1日始创”（只有4月1日为真），“员工数1人”，像这样加入一些事实让文章带有现实感，从而保持微妙的平衡。此外，网站显示的部分广告以及“请求”页面内容为真。UK自己访问他人的“社主询问”系列是站内少数“有意描写事实的文章”。
为了不让人真的上当，文章标题旁边会用白色字写上“这是虚假新闻”，想要复制粘贴转载时便会反色显示，使读者注意。不过也有人没有注意到这些，导致文章在社交网络上扩散。2011年，东海电视台发生“铯米骚动”，华尔街日报曾错误引用“报道”此事的虚构新闻内容。为防止此类事件，网站最近也采取措施，让读者一看最开头的新闻标题就知道是虚假文章。
UK表示，“虚构新闻想要创作引人发笑的作品，因此撰写虚构文章，完全无意通过编造等方式推广特定思想，试图控制读者（浏览者）的思考方式”，强调虚构新闻与假新闻的区别。

## 发展
2010年
- 12月15日，笠仓出版社（日语：笠倉出版社）发售集录此前素材内容的单行本《号外!!虚构新闻》[10]。虚构新闻介绍发售的文章“《号外!!虚构新闻》开始发售 早晨开始大排长龙就好了”中，加粗部分颜色与背景相同[11]。

2011年
- 07月27日，开始提供iOS应用程序[12]。2015年6月末终止服务。

2012年
- 04月01日，开始在iTunes Store和plray的“虚构新闻News”页面，提供与互联网广播站“plray”共同制作的Podcast节目“虚构新闻News”[13]。
- 07月05日，开通付费会员服务“虚构新闻友之会”，提供与Magmag（日语：まぐまぐ）合作、载有限定文章等内容的电子邮件订阅，以及向网站刊登的文章发布感想评论等服务[14]。
- 07月17日，开始提供Android应用程序[15]。
- 11月19日，自《周刊ASCII（日语：週刊アスキー）》913号开始连载隔周专栏“虚构新闻/号外”，直至2015年1月23日发售的1013号结束。
- 12月13日，在第16回文化厅媒体艺术祭，获颁文化厅媒体艺术祭审查委员会·娱乐部门推荐作品奖项[16]。

2013年
- 01月10日，宝岛社发售《虚构新闻2013》[17][18]。
- 04月12日，开始在泰国曼谷面向日本人发行的免费刊物“DACO”连载“虚构新闻曼谷版”。

2015年
- 10月07日，开始提供新版iOS应用程序，添加播放Podcast版“虚构新闻”和社交网络发帖等功能[19]。

2016年
- 02月25日，开始提供新版Android应用程序[20]。

2017年
- 04月28日，G-WALK（日语：ジーウォーク）发售《虚构新闻　全国版》。当天发布的虚构新闻文章标注日期为公元5872年4月28日，称“100万本售罄”[21]。

2021年
- 04月04日，开始在朝日新闻滋贺县版面刊登《虚构新闻—特别篇—》，内容基于此前网站刊登的文章，每两星期刊载，8月30日结束。

## 轶闻

### 文章成为现实
有些文章在撰写时并非事实，却在之后成为现实（也有的是当事人参考虚构新闻的素材使之成为现实）。对虚构新闻而言，文章变成现实新闻即为“误报”，虚构新闻社每次都会刊登调查和致歉文章。以下列出刊登致歉文章的例子。
LISMO君去世（2011年9月23日）
在au（KDDI、冲绳移动电话联合）据报也将销售iPhone后刊登的恶搞内容，刚发布LISMO Music Store就宣布终止服务。对此，虚构新闻发布“致歉”，称“对虚构成为事实感到遗憾”。
维基百科书籍化（2012年10月16日）
虚构新闻报道共出版2万3千册。2015年6月，美国纽约时报（在线版）报道英语维基百科将以按需出版方式发售，共7600册（详见“打印维基百科”）。社主UK认为“说实话，没想到维基百科资金困难到要参与这种恶作剧”，未有反省之意。
体罚受害申告网站“体罚.in”（2013年2月18日）
记录可匿名报告体罚信息的网站上线的虚构文章。“予告.in”作者矢野哲建立形似文章示意图的网站后，内容成为现实，虚构新闻最后发表致歉文章。
朝鲜事实上宣布胜利（2013年4月8日）
“朝鲜单方面宣布‘战争胜利’ 超越挑衅界线”的虚构文章发布一周后，FNN新闻报道“金正恩第一书记时隔2周现身公共场合 朝鲜事实上宣布胜利”，文章中“朝鲜宣布胜利”这部分内容成为现实。编辑部就误报致歉，社主UK则认为“为了充分虚构，这次写得像童话一样，结果还是超越文章高度成为现实，这是‘大脑不想事国家’朝鲜和金正恩做得不对”，未有反省之意。
森永GROS发售（2013年7月4日）
恶搞森永製菓商品“DARS”的文章“森永巧克力将发售144块装‘GROS’”。6日后的7月10日，森永制菓在现实中限量销售12盒“白色GROS”，每盒内含12份“白色DARS”。此前，该公司Twitter负责人曾看见恶搞该公司商品“Ottotto”的文章“Ottotto停止制造海豚 因环保组织抗议”，在Twitter希望对方写一下“DARS”，虚构新闻同意并写出文章，结果真的有了商品。对此，虚构新闻认为文章除森永制菓官方帐户外，并未引起多大反响，发布致歉称“完全没想到一流的点心制造商森永会做这么多”，同时否认可能是商业联动的看法，表示“本报若实施有赞助商的企划广告，一定会公布”。社主自己也前往销售GROS的东京台场森永制菓直营店，在销售现场召开“致歉发布会”。
KDDI 次世代电饭煲“INFOJAR”（2014年1月22日）
恶搞KDDI的au手机“INFOBAR”文章“KDDI发布次世代电饭煲‘INFOJAR’”。“au未来研究所”员工看见后，向上司提出企划书获批，开发“INFOJAR”电饭煲并成功完成。和“体罚.in”“森永GROS”一样，对于虚构新闻刊登的恶搞产品再次成为现实，虚构新闻编辑部发布致歉信息。
向海外推广日本的“谦虚”，费用计入200亿（2015年2月17日）
介绍日本政府成立“谦虚”“勤奋”推广项目的虚构新闻文章。2016年7月，类似政策“世界惊讶的日本”开始实行，计入资金210亿日元。UK对此致歉，评论道“现实向这边靠过来了”。
微微的甜味 南瓜酒“L”4月发售（2015年3月4日）
受1981年至1984年三浦满在《周刊少年Magazine》连载的漫画《The♥南瓜酒》启发而刊登的文章，称北海道有制酒公司将发售原料为南瓜的果酒。2021年8月14日，三浦在自己的Twitter上发文称收到南瓜酒，此后陆续有读者指出文章的可信度问题，经虚构新闻调查，发现福冈县有制酒公司实际使用南瓜作为原料生产果酒，且在文章刊出的2015年以前便在该县内道之驿销售，编辑部最终认定为误报并致歉。
夏普考虑出售゜（半浊音符）（2015年10月1日）
文章称“据了解，经营重组中的夏普正考虑出售公司的半浊音符（゜）”。刊登后，夏普（シャープ）官方Twitter帐户看见文章，于是将帐户名临时改为去掉半浊音符的，发文称“ ゜不见了。各位若发现敝公司的 ゜，请速速联络”，引发关注。尽管只是玩笑式反应，虚构新闻编辑部还是就此事表示“文章有一部分成为现实”，发布致歉文章，同时称由于出售半浊音符仍属虚构，故不属于“误报”。该文章曾获2015年10月7日播出的富士电视台《独家新闻!》报道。
约翰·凯奇《4分33秒》致敬盘确定发售（2015年10月14日）
虚构新闻曾报道，美国音乐家约翰·凯奇作曲的全篇无音乐曲《4分33秒》将有致敬专辑发售。此后获悉，英国“Mute Records”预计于2019年5月以“影像作品”形式发售多名艺术家参与的《4分33秒》致敬专辑《STUMM433》，虚构新闻编辑部于是发布致歉文章。
千叶电波大学开发虚构新闻自动生成软件（2016年2月9日）
介绍千叶县有大学开发出自动生成虚构新闻报道的软件“KYOKO”的文章。文章发布后，由于技术进步，AI（人工智能）已可以自动生成文章，虚构新闻便验证是否可用OpenAI开发的“全新的Bing”自动生成虚构文章，最后确认能在数十秒内生成假新闻报道，虚构新闻编辑部于是发表致歉文章。Bing生成的虚构文章以“桃太郎解雇狗和雉鸡　寻求提高消灭鬼怪效率 这是与ＡＩ共同制作的虚假新闻”为题刊登。
回应“太辣不想吃” 新商品“无种柿种”登场（2016年6月8日）
介绍龟山制菓（虚构公司）从柿种产品中取走柿种，发售“无种柿种”的文章。此后，2022年2月，龟田制菓宣布将在同年3月7日发售只含花生的柿种产品“龟田柿种 只有花生”。后来又发现早在2020年左右已开始在部分超市和便利店展开销售试验，编辑部最终认定为误报并致歉。
2m长接力棒 新冠灾祸下的马基雅维利小学“新运动会”（2020年9月12日）
报道在2019冠状病毒病防疫考虑下召开运动会的新形态，做法包括使用2米长接力棒等。UK自己觉得“常识来看不可能出现”，有神奈川县相模原市立小学校长看到该文章后则借用UK的想法，采用虚构新闻发布的文章中列出的使用2米长接力棒等做法，制定采取2019冠状病毒病防疫措施的运动会计划并举办。每日新闻前往采访，并在网上报道运动会情况。虚构新闻编辑部最后发布致歉文章，表示运动会与“文章整体的主旨非常相似”“‘长度2米的长接力棒’与现实运动会中使用的接力棒，长度、名称都完全相同”。文章成为现实（确定为误报）后，虚构新闻网站2天内涌入70万人访问，导致服务器一度当机。

### 如同虚构的事件
虚构新闻有时也会反向利用自身媒体特性，“通过直接报道实际发生的、如同虚构的事件加以讽刺”。以下举例。
野田首相宣布核电站事故平息（2011年12月17日）
只有照片和文章后半部分提问为虚构，前半部分是现实中的宣布及其内容解说。
利用iPS细胞移植心肌，世界首次临床应用（2012年10月13日）
文章引用实际报道事件的2012年10月11日读卖新闻第1版撰写，文末对提供文章的读卖新闻写有“感谢之语”。
富士山申报世界遗产，砍伐树海列入条件（2013年5月2日）
将“富士山申报世界遗产，排除三保松原列入条件”改为“青木原树海”。三保之松原后来也成功列入登录范围。
〈进藤翔的咨询室〉小保方女士，歌手出道！（2014年3月27日）
2014年3月24日，朝日新闻网站“朝日新闻DIGITAL”上每两星期刊载，内容为公众人物虚构烦恼的搞笑专栏“假话咨询室”（ウソうだん室）刊登虚构文章“小保方晴子在‘大人AKB48’以歌手出道！”，后因读者批评内容轻率冒犯，朝日新闻DIGITAL被迫删除文章并发表致歉信息。互联网上有不少人误以为这是虚构新闻的文章而发去询问，虚构新闻编辑部要在Twitter上澄清“不是本报文章”，后又抓住这次误解机会发表文章，暗讽朝日新闻骚动。
每3人就有1人参加　超值星期五有扎根迹象（2017年6月28日）
虚构新闻文章素材源自“超值星期五推进协议会”在读卖新闻2017年6月27日朝刊刊登的新闻报道风格整版广告。
愚人节
2020年起，网站会在愚人节刊登“真实的新闻文章”。
- 2020年4月1日发布文章，就2019冠状病毒访问本田隆行（日语：本田隆行）（科学解说员），文章末尾加注发布当天是愚人节，开头的文章标题插入水印文字声明“这不是虚假新闻”[74]。
- 2021年4月1日刊登文章，访问官方销售宣传为“真正的伪药”的食品的制药公司代表[75][76]，2022年4月1日访问研究江户时代伪文书的大学准教授[77]，2023年4月1日访问撰写以纪录片形式呈现虚构作品，即仿纪录片剧本的剧作家（日语：後藤ひろひと）[78]。

### 桥下市长相关虚构文章问题
2012年5月14日，虚构新闻发布虚构文章“桥下市长将Twitter设为市内中小学生义务”，有部分网络用户看见社主UK在Twitter发布的文章标题，以及其他网站的引用等信息后，误以为是事实，导致网上有关时任大阪市长桥下彻要求住在大阪市内中小学生必须使用Twitter的流言四起。
有网民和Twitter用户批评虚构新闻发布这种虚假文章，专栏作家赤木智弘则向Jorudan News投稿专栏，称“乍一看有不少意见认为要标明虚构新闻字样，要是标题没有标明虚构新闻，他们就不确认文章而直接相信了吗？”“其他网站上有一种骗人手法，就是写一篇类似公众人物丑闻这样的文章，附上大型报社链接，但链接目标是没有任何关系的其他文章”“这些批评的人很可能会上这种谣言的当”，反驳批评。
5月15日，虚构新闻社主UK通过Twitter发表有关该问题的看法，就这次骚动致歉，分析引发骚动的原因是网民反应“桥下市长有可能干得出这种事”，并在Twitter上表明今后会继续“更加远离现实”的虚构报道。
针对“假的就标明是假的”“文章标题应该添加‘虚构新闻’”等意见，5月16日，虚构新闻以完全接受此类批评的形式发布文章“‘在书店放了柠檬’ 京都6800人避难”。这篇文章中到处都是字（意为虚假、假话），以此强调是虚构文章。
5月17日，虚构新闻网站上发表对该问题的官方看法，并公布虚构新闻的实名刊登基准等方针。文中称，上述强调“嘘”的文章收到“包括‘再怎么说也太赌气了’‘就像是被责备了以后闹别扭的小学生’等，主要是认为‘不成熟’的意见”，同时反驳批评道“不愿稍花时间单击一次链接确认信息真假，而是只看标题就条件反射式、盲目地认为内容为真，恐怕正是这种态度在能力素养上有问题”。

### 因日本UNICEF协会抗议删除文章
适逢联合国于2013年7月制定的“世界厕所日”到来，为传达“世界每3人就有一人没有厕所用的现实”，日本UNICEF协会启动项目，在昭和纪念公园设置“看不见的厕所”。在得知论坛“2channel”前管理人西村博之向曾担任日本UNICEF协会大使的陈美龄发出公开提问信等情况后，虚构新闻撰写文章恶搞这一项目，并于2013年11月18日发布，后因收到该组织抗议邮件而删除。
虚构新闻官方Twitter帐户公布“文章收到严正抗议和删除请求是事实”，并于次日19日发布报告文章。文章显示，针对协会方面发来信息称“内容可能使协会丧失信用，请求删除”，虚构新闻没有询问“具体是文章的哪部分会使协会丧失信用”，而是质疑邮件内容“是否对言论过于暴力”，认为公开“收到抗议邮件”的事实可能会深化讨论。

## 书籍
- 号外!!虚构新闻（笠仓出版社（日语：笠倉出版社））2010年12月15日发行，ISBN 978-4-773085-38-9
- 虚构新闻2013（宝岛社）2013年1月10日发行，ISBN 978-4-800204-20-2
- 虚构新闻 全国版（G-WALK（日语：ジーウォーク））2017年4月28日发售，ISBN 978-4-862976-67-3 - 有电子版书籍

## 脚注

### 出处
1. ↑  . . . 2014-01-04  [2015-10-12]. （原始内容存档于2015-10-12）.
2. 1 2 3 4 5 6  . . . ASCII.jp. 2007-10-29  [2015-10-12]. （原始内容存档于2023-09-29）.
3. 1 2 3 4 5  . . 2021-01-25  [2023-04-02]. （原始内容存档于2023-04-02）.
4. ↑  . nifty: 2. 2011-11-16  [2011-12-17]. （原始内容存档于2011-11-18）.
5. ↑  . .   [2015-10-12]. （原始内容存档于2023-07-22）.
6. ↑  . INTERNET Watch. Impress Watch.   [2011-08-02]. （原始内容存档于2023-04-09）.
7. ↑  . . 2011-07-11  [2011-08-02]. （原始内容存档于2013-10-29）.
8. ↑  . twitpic. 2011-08-08  [2015-10-12]. （原始内容存档于2023-04-07）.
9. ↑  . . . 2014-01-04  [2015-10-12]. （原始内容存档于2015-10-12）.
10. ↑  . . . 2011-01-11  [2011-08-02]. （原始内容存档于2023-04-09）.
11. ↑  . . 2010-12-15  [2015-10-12]. （原始内容存档于2023-04-09）.
12. ↑  . INTERNET Watch. Impress Watch.   [2011-08-24]. （原始内容存档于2023-04-10）.
13. ↑  . . 2012-04-02  [2022-11-26]. （原始内容存档于2022-12-02）.
14. ↑  . . 2012-07-05  [2013-11-15]. （原始内容存档于2013-10-30）.
15. ↑  . . 2012-07-17  [2013-07-10]. （原始内容存档于2014-01-13）.
16. ↑  . .   [2015-10-12]. （原始内容存档于2022-08-10）.
17. ↑  . . 2012-12-13  [2022-11-26]. （原始内容存档于2023-06-06）.
18. ↑   (新闻稿). . 2012-12-12  [2023-07-30]. （原始内容存档于2013-10-29）.
19. ↑  . .   [2015-10-07]. （原始内容存档于2023-04-10）.
20. ↑  . . 2016-02-25  [2016-02-25]. （原始内容存档于2023-04-09）.
21. ↑  . . 5872-04-28  [2017-05-20]. （原始内容存档于2023-06-01）.
22. ↑  . . 2011-09-23  [2015-10-12]. （原始内容存档于2023-09-30）.
23. ↑  . . Impress Watch. 2011-10-03  [2015-10-12]. （原始内容存档于2023-04-10）.
24. ↑  . . 2012-10-16  [2015-10-12]. （原始内容存档于2023-06-01）.
25. ↑  JENNIFER SCHUESSLER. . The New York Times. 2015-06-16  [2015-10-12]. （原始内容存档于2023-06-29）.
26. ↑  . . 2015-06-22  [2015-07-26]. （原始内容存档于2023-04-07）.
27. ↑  . . 2013-02-18  [2015-10-12]. （原始内容存档于2023-05-30）.
28. ↑  . . 2013-02-19  [2015-07-26]. （原始内容存档于2023-09-29）.
29. ↑  . . 2013-04-08  [2015-07-26]. （原始内容存档于2023-10-01）.
30. ↑  . . 2013-04-16  [2013-07-11]. （原始内容存档于2023-09-29）.
31. ↑  . . 2013-07-04  [2015-07-26]. （原始内容存档于2023-04-10）.
32. ↑  . . 2013-06-24  [2015-07-26]. （原始内容存档于2023-05-22）.
33. ↑  . ITmedia. 2013-07-10  [2013-07-14]. （原始内容存档于2023-04-07）.
34. ↑  於Twitter.
35. ↑  . . 2013-07-10  [2013-07-14]. （原始内容存档于2023-04-10）.
36. ↑  . . . 2013-07-10  [2013-07-14]. （原始内容存档于2023-04-07）.
37. ↑  . . 2014-01-22  [2015-07-26]. （原始内容存档于2023-07-25）.
38. ↑  . .   [2015-10-12]. （原始内容存档于2015-10-12）.
39. ↑  . Creator Showcase. .   [2015-10-12]. （原始内容存档于2015-10-12）.
40. ↑  . . 2014-12-20  [2015-10-12]. （原始内容存档于2023-09-29）.
41. ↑  . . 2015-02-17  [2019-01-18]. （原始内容存档于2023-05-30）.
42. ↑  . . 2017-04-06  [2019-01-18]. （原始内容存档于2023-09-29）.
43. ↑  . . 2015-03-04  [2021-08-19]. （原始内容存档于2023-06-01）.
44. 1 2  . . 2021-08-19  [2021-08-19]. （原始内容存档于2023-04-07）.
45. ↑  . . 2021-08-19  [2021-08-19]. （原始内容存档于2023-04-10）.
46. ↑  . . 2015-10-01  [2015-10-12]. （原始内容存档于2023-06-03）.
47. ↑  . . RBB TODAY. 2015-10-01  [2015-10-12]. （原始内容存档于2015-10-12）.
48. ↑  . . 2015-10-02  [2015-10-12]. （原始内容存档于2023-04-09）.
49. ↑   https://tvrider.jp/program/p189/t53094/h699664 （页面存档备份，存于）
50. ↑  . . 2015-10-14  [2019-01-18]. （原始内容存档于2023-04-10）.
51. ↑  . CINRA.NET. 2019-01-20  [2019-01-22]. （原始内容存档于2023-04-10）.
52. ↑  . . 2019-01-18  [2019-01-18]. （原始内容存档于2023-04-10）.
53. ↑  . . 2016-02-09  [2023-03-24]. （原始内容存档于2023-04-01）.
54. ↑  . . 2023-03-24  [2023-03-24]. （原始内容存档于2023-08-01）.
55. ↑  . . . 2023-03-24  [2023-03-24]. （原始内容存档于2023-05-11）.
56. ↑  . . 2023-04-05  [2023-04-08]. （原始内容存档于2023-08-30）.
57. ↑  . . 2016-06-08  [2022-03-02]. （原始内容存档于2023-06-03）.
58. ↑  . . 2022-03-02  [2022-03-02]. （原始内容存档于2023-05-30）.
59. ↑  . kyoko-np.net.   [2020-09-28]. （原始内容存档于2023-06-03） （日语）.
60. ↑  . Mainichi Daily News. 2020-09-27  [2020-09-28]. （原始内容存档于2023-07-23） （jp）.
61. 1 2  . FRIDAY. 2020-11-19  [2020-11-19]. （原始内容存档于2023-04-10）.
62. ↑  . kyoko-np.net.   [2020-09-28]. （原始内容存档于2023-07-23） （日语）.
63. ↑  . . 2011-12-17  [2015-10-12]. （原始内容存档于2023-09-29）.
64. ↑  . . 2012-10-13  [2015-10-12]. （原始内容存档于2023-09-29）.
65. ↑  . . . 2012-10-13  [2015-10-12]. （原始内容存档于2012-10-13）.
66. ↑  . . 2013-05-02  [2015-10-12]. （原始内容存档于2023-06-06）.
67. ↑  . . . . 2014-03-24  [2015-10-12]. （原始内容存档于2014-03-24）.
68. ↑  . : 1. 2014-03-24  [2015-10-12]. （原始内容存档于2014-03-24）.
69. ↑  . : 2. 2014-03-24  [2015-10-12]. （原始内容存档于2014-03-24）.
70. ↑  . . 2014-03-27  [2015-10-12]. （原始内容存档于2023-04-10）.
71. ↑  . . 2014-01-30  [2015-10-12]. （原始内容存档于2023-06-09）.
72. ↑  . . 2017-06-28  [2017-06-28]. （原始内容存档于2023-05-30）.
73. ↑  . . 2017-06-28  [2017-06-28]. （原始内容存档于2023-04-09）.
74. ↑  . .   [2020年4月1日]. （原始内容存档于2023年4月10日）.
75. ↑  . . 2021-04-01  [2021-04-01]. （原始内容存档于2023-06-03）.
76. ↑  . . 2021-04-01  [2021-04-02]. （原始内容存档于2023-05-19）.
77. ↑  . . 2022-04-01  [2022-04-05]. （原始内容存档于2023-09-23）.
78. ↑  . . 2023-04-01  [2023-04-02]. （原始内容存档于2023-08-01）.
79. ↑  . . 2012-05-14  [2015-10-12]. （原始内容存档于2023-06-01）.
80. ↑  . . . 2014-01-04  [2015-10-12]. （原始内容存档于2015-10-12）.
81. ↑  . . . 2012-05-14  [2012-05-19]. （原始内容存档于2023-04-10）.
82. ↑  . . . 2012-03-24  [2015-10-12]. （原始内容存档于2012-07-18）.
83. ↑  於Twitter.
84. ↑  . . 2012-05-16  [2015-10-12]. （原始内容存档于2023-05-19）.
85. 1 2  . . 2012-05-17  [2015-10-12]. （原始内容存档于2023-04-10）.
86. ↑  . . . 2013-11-14  [2015-10-15]. （原始内容存档于2023-04-09）.
87. ↑  . .   [2015-10-15]. （原始内容存档于2023-05-19）.
88. 1 2 3  . . 2013-11-19  [2015-10-15]. （原始内容存档于2023-04-10）.
89. ↑  . . 2013-11-18  [2015-10-15]. （原始内容存档于2013-11-18）.
90. ↑  . . : 2. 2013-11-22  [2015-10-15]. （原始内容存档于2015-10-15）.
91. ↑  . . 2013-11-19  [2015-10-15]. （原始内容存档于2013-11-17）.
92. ↑  . . . 2013-11-18  [2015-10-15]. （原始内容存档于2015-10-16）.
93. ↑  . : 2. 2013-11-19  [2015-10-15]. （原始内容存档于2015-09-28）.